# Textile non tissé

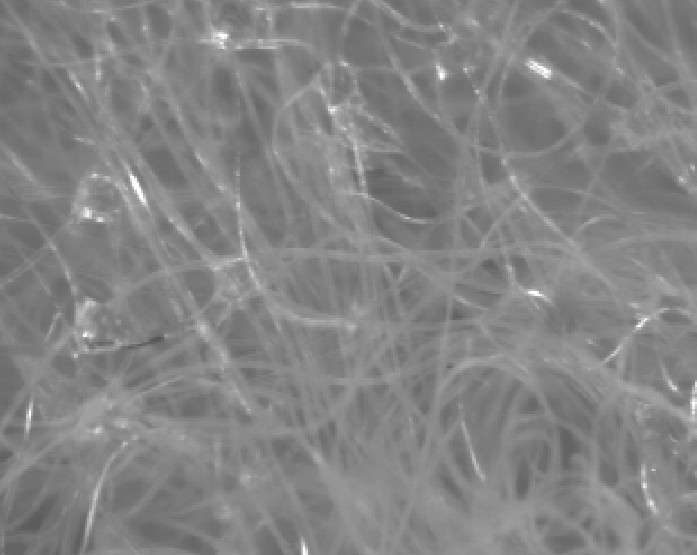
Textile non tissé vu à travers un microscope.

Un textile non tissé (non-tissé), ou simplement un intissé, est un textile dont les fibres sont aléatoirement disposées au moment de sa fabrication. Ces textiles sont souvent classés selon leur domaine d'application ou selon leurs caractéristiques techniques. Sa forme la plus ancienne semble être le feutre.

## Éléments de définition
Un textile non tissé est une surface manufacturée (voile, nappe…) de fibres (naturelles ou synthétiques) orientées dans une direction particulière ou au hasard, liées par friction et/ou cohésion et/ou adhésion, à l'exclusion du papier et des produits obtenus par tissage, tricotage, tuftage, couturage incorporant des fils ou filaments de liage ou feutrés par foulage humide qu'ils soient ou non aiguilletés.
Une définition formelle du non-tissé est : tout produit manufacturé, constitué d'un voile, d'une nappe ou d'un matelas de fibres qu'elles soient réparties directionnellement ou par hasard, et dont la cohésion interne est assurée par des méthodes mécaniques et/ou physiques, et/ou chimiques et/ou par combinaison de ces divers procédés, à l'exclusion du tissage et du tricotage.

Selon la définition ISO 9092, les non-tissés sont des fibres orientées de manière aléatoire ou directionnelle transformées sous forme de voile ou de format, consolidées et liées par friction, et/ou cohésion et/ou adhésion.

Selon l’INDA [Web 6] (Association américaine des Non Tissés), le non-tissé est une feuille ou un voile de fibres naturelles et/ou de fibres ou filaments manufacturés, exclusion faite du papier, qui n’ont pas été tissés et qui peuvent être liés entre eux de différentes façons.

## Signification

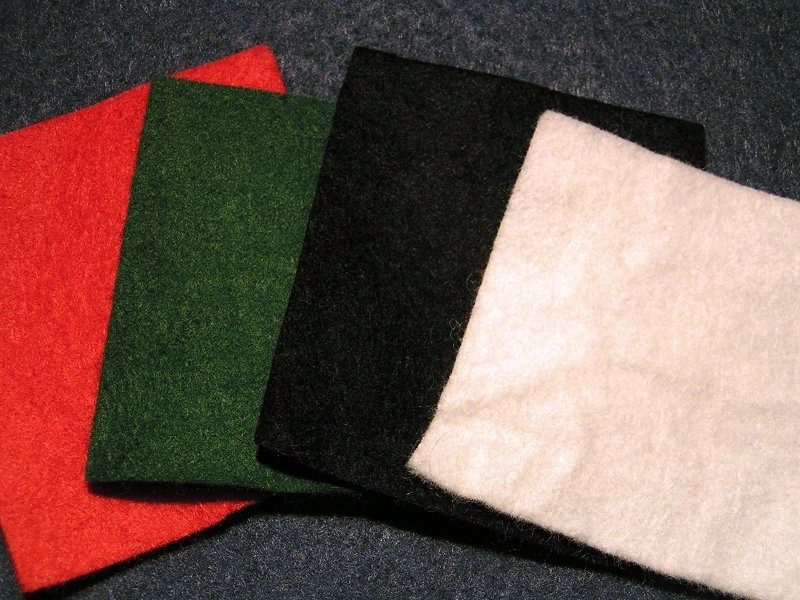
Feutre : étoffe faite de poils d'animaux agglomérés ensemble par pression et ébouillantage.

Un non-tissé est une entité de surfaces textiles de fibres qui n'est ni un tissu, ni un tricot de bonneterie. Dans certaines publications, le feutre de laine fabriqué est considéré comme un non-tissé (norme DIN 61210).
Le domaine des non-tissés de fibre synthétiques (encore essentiellement produites à partir d'hydrocarbures fossiles) est relativement jeune, mais les artisanaux existent depuis des milliers d'années. La norme ISO 9092 tient compte des feutres dans la définition des non-tissés.
Un non-tissé se diffère généralement d'un papier par la nature et la longueur des fibres utilisées : dans le papier, les fibres sont des fibres de cellulose végétale, généralement courtes, mais il existe des non-tissés à base de fibre cellulosique, fabriqués par voie humide et ayant des fibres courtes comme dans le papier. Le caractère qui différencie vraiment le non-tissé du papier est l'absence de liaisons hydrogène entre les fibres dans un non-tissé (alors que ces liaisons hydrogène jouent un rôle important dans la résistance d'un papier).
Le terme non-tissé est souvent utilisé comme synonyme de feutre.

## Consolidation
Un non-tissé non consolidé se compose d'un ensemble de fibres simplement disposées ensemble en vrac, non encore liées entre elles. La solidité d'un non-tissé repose d'une part sur la solidité et la résistance des fibres elles-mêmes ; et d'autre part sur les forces qui lient ces fibres entre elles, influencée par des traitements tel l'avivage.
Le non-tissé consolidé se diffère d'un tissu non consolidé par ses propriétés. Dans le langage courant, on ne fait pas de différence [pas clair].

## Aspect général
Un non-tissé diffère d'un tissu ou article de bonneterie, par le fait que les fibres ou filaments qui le constituent sont déposés d'une manière différente. La seule méthode pour décrire la disposition des fils est la méthode stochastique, car les fibres sont déposés au hasard.

## Typologie
Les non-tissés sont classés suivant le procédé de fabrication, le polymère utilisé, le titre des fibres utilisées, l'utilisation de fibres ou de filaments, l'orientation des fibres.
Si la disposition des fibres est confuse et ne possède aucune orientation, on dit qu'il s'agit d'un non-tissé isotrope. S'il existe une orientation déterminée des fibres, on dit qu'il s'agit d'un non-tissé anisotrope.

## Fabrication
Elle varie selon plusieurs éléments.

### Types de fibres et leur origine
- Fibres minérales, par exemple fibres de verre[2], fibre céramique et d'amiante (rarement utilisé).
- Fibres d'origine animale, par exemple la soie, la laine.
- Fibres végétales, par exemple le coton, le lin, le chanvre.
- Fibres chimiques :
  - des polymères naturels tels que la cellulose ;
  - des polymères synthétiques :
    - polyamide : PA 6.6, nom de marque Nylon, PA 6,
    - polyester : PET (polytéréphtalate d'éthylène), PBT (polytéréphtalate de butylène),
    - autres polymères : PVC (chlorure de polyvinyle), PP (polypropylène), PE (polyéthylène).

### Voies de formation du non-tissé
- Voie sèche.
- Voie humide.
- Voie fondue.

### Procédures de consolidation (bonding)
- Par voie mécanique, par aiguilletage ou par jet d'eau consolidation.
- Par voie chimique, par l'adjonction de liants chimiques.
- Thermique, par ramollissement des fibres dans un gaz chaud ou entre des rouleaux chauffants ou encore par simple soufflage d'air chaud.

#### Aiguilletage
L'aiguilletage consiste en la consolidation d'un non-tissé déjà formé par une étape de cardage voie nappée. Il a pour but de créer des ponts de fibres verticaux entre les différentes nappes afin de les maintenir ensemble. Pour cette raison, l'aiguilletage ne peut s'appliquer qu'aux fibres ayant une longueur supérieure à 40mm. Il est à noter qu'un aiguilletage réussi engendre une rétraction en largeur du non-tissé.

## Types
Les non-tissés formés par voie fondue se trouvent tout d'abord sous forme de granulés de polymères qui sont ensuite fondus puis entraînés au travers d'une filière, les fils qui en résultent sont soit étirés par de l'air froid (spunbond) soit par de l'air chaud (meltblown).

### Spunbond
Il s’agit du non-tissé le plus commun dans le domaine du textile et le moins coûteux des trois non-tissés cités dans cet article. Il se décompose en 2 principales étapes l'extrusion et la création des fils (Spun) et le liage des fibres ou consolidation (bond).

### Meltblown
Le meltblown (de l'anglais melt, « fondu » et blown, « soufflé ») est utilisé en qualité de filtre. Sa composition est un enchevêtrement de microfibres « soufflées à l'état fondu ».

## Applications
Les non-tissés, au sein de l'industrie textile ont de nombreuses applications, notamment techniques :
- masque barrière ;
- construction (isolation thermique, isolation et absorption phonique…) ;
- filtration (filtres industriels, sacs aspirateurs…) ;
- renfort de matériaux composites ;
- absorption des chocs (les non-tissés sont amenés à remplacer les mousses polyuréthanes car leur mise en œuvre est moins toxique et polluante) ;
- automobile (compressés, ils sont utilisés pour faire les plages arrière sur les voitures) ;
- maquettisme (ils sont appréciés des étudiants en architecture pour les maquettes, en raison de leur facilité de mise en œuvre, de leur faible prix et de leurs coloris variés).

et dans le domaine du textile jetable :
- couche, protection hygiénique et essuyage (grâce à leur qualité d'absorption et à leur coût de fabrication très faible ;
- vêtements jetables divers (blouses, gants de toilette, nappes, drap de champ opératoire[5], etc., à usage unique) ;
- draps jetables en spunbond (drap de dessus, alèse, drap de dessous) ;
- arts de la table (nappes en rouleau, chemins de table, serviettes) à usage unique.

Dans le domaine de l'agriculture :
- voile d'hivernage (P17).

### Évolution récente, recherche
Parmi les pistes, parfois controversées (en raison de la dangerosité potentielle ou avérée des nanomatériaux fibreux, des résidus de solvants qu'ils peuvent contenir  s'ils sont inhalés ou s'ils pénètrent l'organisme), figurent l'utilisation de nanoproduits ou le non-tissé de nanofibres (par exemple pour produire des tissus techniques résistants au feu ou protégeant de la chaleur). Le filage par voie électrostatique permet de produire des nanofibres (nanopolymères tels que polyamide-imide, ou nanofibres minérales) au diamètre de quelques centaines de nanomètres. Si ces nanofibres sont assemblées en un non-tissé, ce dernier présente une surface spécifique très élevée. On en utilise déjà dans les domaines de l’ingénierie tissulaire, pour les textiles de protection, la filtration, le biomédical, l’électronique et l’ingénierie environnementale.